# Craiova
Craiova (rumænsk udtale: [kraˈjova]  ( hør)),er Rumæniens 6. største by og administrativt center i distriktet Dolj  i Rumænien. Byen har  234.140 (2021) indbyggere. Den ligger nær den østlige bred af floden Jiu i det centrale Oltenien. Den er et mangeårigt politisk centrum og ligger i nogenlunde lige store afstande fra Sydkarpaterne mod nord og Donaufloden mod syd. Craiova er den vigtigste handelsby vest for Bukarest og den vigtigste by i Oltenia. Byen blomstrede som et regionalt handelscentrum på trods af et jordskælv i 1790, en pest i 1795 og et Tyrkiske angreb i 1802, hvor den blev brændt ned.
Otte landsbyer er administreret af byen: Făcăi, Mofleni, Popoveni, Șimnicu de Jos, Cernele, Cernelele de Sus, Izvoru Rece og Rovine. De sidste fire var en separat kommune kaldet Cernele indtil 1996, hvor de blev lagt sammen med byen.